# 朝鮮総督府裁判所
朝鮮総督府裁判所（ちょうせんそうとくふさいばんしょ）は、朝鮮総督府の管轄下にあった裁判所である。本項では、日本統治時代の朝鮮の司法制度についても言及する。

## 沿革
開国後の朝鮮（韓国）においては領事裁判制度が行われており、日本人の裁判は領事が行っていた。1905年（明治38年）、第二次日韓協約により大韓帝国が保護国化され、統監府が設置されると、領事館は廃されて理事庁が開設された。日本人対象の領事裁判の上訴を処理する機関として、1906年（明治39年）に統監府法務院が京城に設置された。
一方、韓国人対象の裁判・司法行政は大韓帝国法部が行っていたが、保護国とされた状態の下で日本人次官・日本人司法官が「聘用」され、司法制度が編成されていった。1908年（明治41年）8月1日には韓国の裁判所として大審院（京城）・控訴院（3ヶ所）・地方裁判所（8ヶ所）・区裁判所（7ヶ所）が編成された。
1909年（明治42年）7月12日、大韓帝国の司法・監獄事務を日本に委任する協約が結ばれた（韓国司法及監獄事務委託ニ関スル覚書）。これにより、韓国における裁判は日本人・韓国人を同一機関で扱うことになり、同年11月1日に韓国法部・統監府法務院が廃止され、韓国における裁判所・監獄を統括する機関として統監府司法庁が設置された。同時に統監府裁判所令（勅令第236号）施行により、「統監ニ直属シ韓国ニ於ケル民事刑事ノ裁判及非訟事件ニ関スル事務ヲ掌ル」裁判所として統監府裁判所が設置された。統監府裁判所は高等法院・控訴院・地方裁判所・区裁判所に区分された。
1910年（明治43年）10月、韓国併合によって朝鮮総督府が開庁すると、統監府裁判所令は朝鮮総督府裁判所令に改められ、統監府裁判所は朝鮮総督府裁判所となった。独立官庁であった司法庁は総督府の内部部局となり、朝鮮総督府司法部となった。朝鮮総督府裁判所に属する判検事は正式な官名を朝鮮総督府判事、朝鮮総督府検事と称し日本内地の判検事と区別された。
1912年（明治45年）3月18日、総督府裁判所として高等法院・覆審法院・地方法院が設けられ、制令として朝鮮民事令が制定された。その後、機構には大きな改編のないまま終戦を迎えた。

## 機構
1912年（明治45年）3月18日の改正以降、機構に大きな変更は無かった。
- 高等法院（京城）
  - 覆審法院 - 京城・平壌・大邱
    - 地方法院 - 京城・大田・咸興・清津・平壌・新義州・海州・大邱・釜山・光州・全州
      - 地方法院支庁
      - 地方法院出張所

検事は、裁判所検事局に所属した。これは、当時の日本内地と同様である。
- 高等法院検事局
  - 覆審法院検事局
    - 地方法院検事局
      - 地方法院支庁検事分局

## 歴代長官

### 統監府法務院長
| 氏名           | 在任期間                                               | 備考             |
| 統監府法務院長 | 統監府法務院長                                         | 統監府法務院長   |
| -------------- | ------------------------------------------------------ | ---------------- |
| 香阪駒太郎     | 1906年（明治39年）6月27日 - 1909年（明治42年）10月30日 | 大審院判事に転補 |

### 高等法院長
| 氏名                       | 在任期間                                              | 備考                       |
| 統監府裁判所高等法院長     | 統監府裁判所高等法院長                                | 統監府裁判所高等法院長     |
| -------------------------- | ----------------------------------------------------- | -------------------------- |
| 渡辺暢                     | 1909年（明治42年）11月1日 - 1910年（明治43年）9月30日 |                            |
| 朝鮮総督府裁判所高等法院長 |                                                       |                            |
| 渡辺暢                     | 1910年（明治43年）10月1日 - 1923年（大正12年）4月7日  |                            |
| 横田五郎                   | 1923年（大正12年）4月7日 - 1932年（昭和7年）1月30日   |                            |
| 深沢新一郎                 | 1932年（昭和7年）1月30日 - 1934年（昭和9年）9月1日    |                            |
| 小川悌                     | 1934年（昭和9年）10月2日 - 1939年（昭和14年）4月17日  |                            |
| 原正鼎                     | 1939年（昭和14年）4月17日 - 1943年（昭和18年）1月28日 |                            |
| 喜頭兵一                   | 1943年（昭和18年）1月28日 -                           | 日本統治下最後の高等法院長 |

### 高等法院検事長
| 氏名                           | 在任期間                                              | 備考                       |
| 統監府裁判所高等法院検事長     | 統監府裁判所高等法院検事長                            | 統監府裁判所高等法院検事長 |
| ------------------------------ | ----------------------------------------------------- | -------------------------- |
| 国分三亥                       | 1909年（明治42年）11月1日 - 1910年（明治43年）9月30日 |                            |
| 朝鮮総督府裁判所高等法院検事長 |                                                       |                            |
| 国分三亥                       | 1910年（明治43年）10月1日 - 1920年（大正9年）9月20日  |                            |
| 中村竹蔵                       | 1920年（大正9年）9月20日 - 1929年（昭和4年）10月30日  |                            |
| 松寺竹雄                       | 1929年（昭和4年）10月30日 - 1932年（昭和7年）1月30日  |                            |
| 境長三郎                       | 1932年（昭和7年）1月30日 - 1934年（昭和9年）10月2日   |                            |
| 笠井健太郎                     | 1934年（昭和9年）10月2日 - 1937年（昭和12年）11月2日  |                            |
| 増永正一                       | 1937年（昭和12年）11月2日 - 1943年（昭和18年）1月28日 |                            |
| 水野重功                       | 1943年（昭和18年）1月28日 -                           | 日本統治下最後の検事長     |